# Taken by Trees
Taken by Trees ist der Name des Soloprojekts der schwedischen Sängerin Victoria Bergsman (* 4. Mai 1977).

## Biografie
Victoria Bergsman war bis 2006 Mitglied der Concretes. Kurz darauf war sie als Gastsängerin bei dem Song Young Folks von Peter Bjorn and John vertreten, der ein internationaler Hit wurde. Mit Bjorn (eigentlich Björn Yttling) zusammen nahm sie vier weitere Songs auf und stellte sie unter dem Namen Taken by Trees ins Internet.
2007 erschien das Debütalbum Open Field, das sich in den schwedischen Charts platzieren konnte. Für das zweite Album East of Eden wurden dann Aufnahmen mit Sängern in Pakistan gemacht und für die neue CD verwendet. Das Album wurde auch in den USA veröffentlicht und erreichte dort Platz 39 in den Heatseaker-Charts.
Die Folkversion des Guns'n'-Roses-Hits Sweet Child o’ Mine von Taken by Trees wurde Ende 2009 in der Werbung der britischen Kaufhauskette John Lewis verwendet. Sie wurde als Single veröffentlicht und erreichte daraufhin Platz 23 in den UK-Charts.

## Diskografie
Alben
- Open Field (2007)
- East of Eden (2009)
- Other Worlds (2012)

Singles
- Lost & Found (2007)
- Sweet Child o' Mine (2009)